# NGC 6586
NGC 6586 é uma galáxia espiral (S?) localizada na direcção da constelação de Hercules. Possui uma declinação de +21° 05' 27" e uma ascensão recta de 18 horas, 13 minutos e 38,4 segundos.
A galáxia NGC 6586 foi descoberta em 27 de Julho de 1864 por Albert Marth.